# Breviks församling
Breviks församling är en församling i Karlsborgs pastorat i Vadsbo kontrakt i Skara stift. Församlingen ligger i Karlsborgs kommun i Västra Götalands län.

## Administrativ historik
Församlingen har medeltida ursprung.
Församlingen var tidigt möjligen annexförsamling i pastoratet Kyrkefalla, Mofalla och Brevik för att därefter från omkring 1550 till 1962 vara annexförsamling i pastoratet Grevbäck och Brevik. Från 1962 till 2002 var den annexförsamling i pastoratet Ransberg, Mölltorp och Brevik för att från 2002 ingå i pastoratet Karlsborg, Mölltorp, Brevik och Undenäs.

## Kyrkor
- Breviks kyrka